# Slovenia ai Giochi della XXV Olimpiade
La Slovenia partecipò ai Giochi della XXV Olimpiade, svoltisi a Barcellona, Spagna, dal 25 luglio al 9 agosto 1992, con una delegazione di 35 atleti impegnati in dodici discipline.

## Medaglie

### Medagliere per discipline
| Sport       | Oro | Argento | Bronzo | Totale |
| ----------- | --- | ------- | ------ | ------ |
| Canottaggio | 0   | 0       | 2      | 2      |
| Totale      | 0   | 0       | 2      | 2      |

### Medaglie di bronzo
| Medaglia | Nome                                                   | Sport       | Evento        |
| -------- | ------------------------------------------------------ | ----------- | ------------- |
| Bronzo   | Iztok Čop Denis Žvegelj                                | Canottaggio | Due senza     |
| Bronzo   | Milan Jansa Janez Klemenčič Sašo Mirjanič Sadik Mujkič | Canottaggio | Quattro senza |

## Delegazione
| Sport            | Uomini | Donne | Totale |
| ---------------- | ------ | ----- | ------ |
| Atletica leggera | 2      | 2     | 4      |
| Canoa/Kayak      | 6      | 0     | 6      |
| Canottaggio      | 6      | 0     | 6      |
| Ciclismo         | 1      | 0     | 1      |
| Ginnastica       | 1      | 0     | 1      |
| Judo             | 2      | 0     | 0      |
| Nuoto            | 4      | 1     | 5      |
| Tennis           | 2      | 2     | 4      |
| Tennistavolo     | 0      | 1     | 1      |
| Tiro             | 1      | 0     | 1      |
| Tiro con l'arco  | 1      | 0     | 1      |
| Vela             | 3      | 0     | 3      |
| Totale           | 29     | 6     | 35     |

## Risultati

### Atletica leggera
Maschile
Eventi su pista e strada
| Atleta       | Evento   | Batteria  | Batteria  | Quarti di finale | Quarti di finale | Semifinale | Semifinale | Finale    | Finale    |
| Atleta       | Evento   | Risultato | Posizione | Risultato        | Posizione        | Risultato  | Posizione  | Risultato | Posizione |
| ------------ | -------- | --------- | --------- | ---------------- | ---------------- | ---------- | ---------- | --------- | --------- |
| Mirko Vindiš | Maratona | N.D.      | N.D.      | N.D.             | N.D.             | N.D.       | N.D.       | 2h21'03"  | 40º       |

Eventi su campo
| Atleta      | Evento         | Qualifica | Qualifica | Finale | Finale    |
| Atleta      | Evento         | Misura    | Posizione | Misura | Posizione |
| ----------- | -------------- | --------- | --------- | ------ | --------- |
| Borut Bilač | Salto in lungo | 7,76 m    | 9º        |        |           |

Femminile
Eventi su pista e strada
| Atleta          | Evento             | Batteria  | Batteria  | Quarti di finale | Quarti di finale | Semifinale | Semifinale | Finale      | Finale      |
| Atleta          | Evento             | Risultato | Posizione | Risultato        | Posizione        | Risultato  | Posizione  | Risultato   | Posizione   |
| --------------- | ------------------ | --------- | --------- | ---------------- | ---------------- | ---------- | ---------- | ----------- | ----------- |
| Brigita Bukovec | 100 metri ostacoli | 13"45     | 4ª        | 13"28            | 4ª               | 13"68      | 9ª         | non qualif. | non qualif. |

Eventi su campo
| Atleta       | Evento        | Qualifica | Qualifica | Finale | Finale    |
| Atleta       | Evento        | Misura    | Posizione | Misura | Posizione |
| ------------ | ------------- | --------- | --------- | ------ | --------- |
| Britta Bilač | Salto in alto | 1,92 m    | 14ª       | 1,83 m | 15ª       |

### Canoa/Kayak

#### Slalom
Maschile
| Atleta          | Evento | 1ª manche | 1ª manche | 1ª manche | 2ª manche | 2ª manche | 2ª manche | Finale   | Finale    |
| Atleta          | Evento | Tempo     | Punti     | Pos.      | Tempo     | Punti     | Pos.      | Migliore | Posizione |
| --------------- | ------ | --------- | --------- | --------- | --------- | --------- | --------- | -------- | --------- |
| Borut Javornik  | C-1    | 1'59"78   | 134.78    | 18º       | 2'03"94   | 123.94    | 13º       | 123.94   | 16º       |
| Jože Vidmar     | C-1    | 2'02"26   | 122.26    | 7º        | 1'59"57   | 124.57    | 14º       | 122.26   | 14º       |
| Boštjan Žitnik  | C-1    | 1'57"72   | 137.72    | 20º       | 1'56"09   | 121.09    | 8º        | 121.09   | 10º       |
| Albin Čižman    | K-1    | 1'52"12   | 112.12    | 8º        | 1'50"73   | 110.73    | 5º        | 110.73   | 9º        |
| Janez Skok      | K-1    | 1'52"00   | 112.00    | 7º        | 1'51"52   | 111.52    | 6º        | 111.52   | 10º       |
| Marjan Štrukelj | K-1    | 1'50"11   | 110.11    | 3º        | 1'51"75   | 131.75    | 31º       | 110.11   | 6º        |

### Canottaggio
| FA   | Qualificato in finale A (per le medaglie) |
| SA/B | Semifinali A/B                            |
| R    | Ripescaggio                               |

Maschile
| Atleta                                                 | Evento  | Batteria | Batteria  | Ripescaggio | Ripescaggio | Semifinali | Semifinali | Finale  | Finale    |
| Atleta                                                 | Evento  | Tempo    | Posizione | Tempo       | Posizione   | Tempo      | Posizione  | Tempo   | Posizione |
| ------------------------------------------------------ | ------- | -------- | --------- | ----------- | ----------- | ---------- | ---------- | ------- | --------- |
| Iztok Čop Denis Žvegelj                                | 2 senza | 6'37"11  | 2º R      | 6'46"71     | 1º          | 6'34"48    | 3º FA      | 6'33"43 | Bronzo    |
| Milan Janša Sadik Mujkič Sašo Mirjanič Janez Klemenčič | 4 senza | 6'04"91  | 3º SA/B   | Bye         | Bye         | 5'59"52    | 2º FA      | 5'58"24 | Bronzo    |

### Ciclismo
Maschile
| Atleta       | Evento         | Tempo    | Posizione |
| ------------ | -------------- | -------- | --------- |
| Valter Bonča | Corsa in linea | 4h35'56" | 63º       |

### Ginnastica
Maschile
| Atleta      | Evento               | Qualificazione | Qualificazione | Qualificazione | Qualificazione | Qualificazione | Qualificazione | Qualificazione | Qualificazione | Finale          | Finale          | Finale          | Finale          | Finale          | Finale          | Finale          | Finale          |
| Atleta      | Evento               | Attrezzo       | Attrezzo       | Attrezzo       | Attrezzo       | Attrezzo       | Attrezzo       | Totale         | Posizione      | Attrezzo        | Attrezzo        | Attrezzo        | Attrezzo        | Attrezzo        | Attrezzo        | Totale          | Posizione       |
| Atleta      | Evento               | CL             | C              | A              | V              | P              | S              | Totale         | Posizione      | CL              | C               | A               | V               | P               | S               | Totale          | Posizione       |
| ----------- | -------------------- | -------------- | -------------- | -------------- | -------------- | -------------- | -------------- | -------------- | -------------- | --------------- | --------------- | --------------- | --------------- | --------------- | --------------- | --------------- | --------------- |
| Jože Kolman | Concorso individuale | 18.275         | 18.575         | 18.400         | 18.700         | 18.650         | 18.275         | 110.875        | 80             | non qualificato | non qualificato | non qualificato | non qualificato | non qualificato | non qualificato | non qualificato | non qualificato |

### Judo
Maschile
| Atleta       | Evento | Preliminari          | 32-esimi                     | 16-esimi                             | Quarti               | Semifinali           | Ripescaggio 1        | Ripescaggio 2           | Ripescaggio 3        | Ripescaggio finale   | Finali               |
| Atleta       | Evento | Avversario Risultato | Avversario Risultato         | Avversario Risultato                 | Avversario Risultato | Avversario Risultato | Avversario Risultato | Avversario Risultato    | Avversario Risultato | Avversario Risultato | Avversario Risultato |
| ------------ | ------ | -------------------- | ---------------------------- | ------------------------------------ | -------------------- | -------------------- | -------------------- | ----------------------- | -------------------- | -------------------- | -------------------- |
| Stefan Ćuk   | −65 kg | Bye                  | Ward (IRL) V (1000-0000)     | Hernandez Planas (CUB) P (0000-1000) | non qualificato      | non qualificato      | Bye                  | Pop (ROU) P (0000–0100) | non qualificato      | non qualificato      | non qualificato      |
| Filip Leščak | −86 kg | Bye                  | Spijkers (KOR) P (0001-0013) | non qualificato                      | non qualificato      | non qualificato      | non qualificato      | non qualificato         | non qualificato      | non qualificato      | non qualificato      |

### Nuoto
Maschile
| Atleta        | Evento              | Batterie | Batterie  | Finale B    | Finale B    | Finale      | Finale      |
| Atleta        | Evento              | Tempo    | Posizione | Tempo       | Posizione   | Tempo       | Posizione   |
| ------------- | ------------------- | -------- | --------- | ----------- | ----------- | ----------- | ----------- |
| Jure Bučar    | 200 m stile libero  | 1'53"19  | 29º       | non qualif. | non qualif. | non qualif. | non qualif. |
| Jure Bučar    | 400 m stile libero  | 3'55"28  | 29º Q     | 3'56"93     | 16º         | non qualif. | non qualif. |
| Igor Majcen   | 1500 m stile libero | 15'16"85 | 6º Q      | N.D.        | N.D.        | 15'19"12    | 6º          |
| Nace Majcen   | 200 m stile libero  | 1'54"57  | 35º       | non qualif. | non qualif. | non qualif. | non qualif. |
| Nace Majcen   | 400 m stile libero  | 4'00"42  | 31º       | non qualif. | non qualif. | non qualif. | non qualif. |
| Matjaž Kozelj | 100 m farfalla      | 56"65    | 42º       | non qualif. | non qualif. | non qualif. | non qualif. |
| Matjaž Kozelj | 200 m farfalla      | 2'01"39  | 19º       | non qualif. | non qualif. | non qualif. | non qualif. |

Femminile
| Atleta       | Evento      | Batterie | Batterie  | Semifinali  | Semifinali  | Finale      | Finale      |
| Atleta       | Evento      | Tempo    | Posizione | Tempo       | Posizione   | Tempo       | Posizione   |
| ------------ | ----------- | -------- | --------- | ----------- | ----------- | ----------- | ----------- |
| Tanja Godina | 100 m dorso | 1'06"97  | 41ª       | non qualif. | non qualif. | non qualif. | non qualif. |
| Tanja Godina | 200 m dorso | 2'25"31  | 41ª       | non qualif. | non qualif. | non qualif. | non qualif. |

### Tennis
Maschile
| Iztok Božič Blaž Trupej | Doppio | N.D. | N.D. | L. Paes R. Krishnan (IND) | P (3–6, 2–6, 2–6) | non qualificato | non qualificato | non qualificato | non qualificato | non qualificato | non qualificato | non qualificato | non qualificato | non qualificato | non qualificato | non qualificato |

Femminile
| Tina Križan Karin Lušnic | Doppio | N.D. | N.D. | M. Maleeva-Fragniere E. Zardo (SUI) | P (3–6, 2–6) | non qualificato | non qualificato | non qualificato | non qualificato | non qualificato | non qualificato | non qualificato | non qualificato | non qualificato | non qualificato | non qualificato |

### Tennistavolo
Femminile
| Atleta        | Evento  | Fase a gironi             | Fase a gironi            | Fase a gironi               | Fase a gironi | Ottavi di finale     | Quarti di finale     | Semifinale           | Finale               |
| Atleta        | Evento  | Avversario Risultato      | Avversario Risultato     | Avversario Risultato        | Pos.          | Avversario Risultato | Avversario Risultato | Avversario Risultato | Avversario Risultato |
| ------------- | ------- | ------------------------- | ------------------------ | --------------------------- | ------------- | -------------------- | -------------------- | -------------------- | -------------------- |
| Polona Frelih | Singolo | Hyun Jung-hwa (KOR) P 0-2 | Lotta Erlman (SWE) P 0-2 | Feiza Ben Aïssa (TUN) V 2-0 | 3º            | Non qualificata      | Non qualificata      | Non qualificata      | Non qualificata      |

### Tiro a segno/volo
Maschile
| Atleta          | Evento                      | Qualificazione | Qualificazione | Finale          | Finale          |
| Atleta          | Evento                      | Punteggio      | Classifica     | Punteggio       | Classifica      |
| --------------- | --------------------------- | -------------- | -------------- | --------------- | --------------- |
| Rajmond Debevec | Carabina 50m 3 posizioni    | 1167           | 6º Q           | 1262,6          | 6º              |
| Rajmond Debevec | Carabina 50m a terra        | 594            | 18º            | non qualificato | non qualificato |
| Rajmond Debevec | Carabina 10m aria compressa | 589            | 9º             | non qualificato | non qualificato |

### Tiro con l'arco
Maschile
| Atleta      | Evento      | Round di qualificazione | Round di qualificazione | 32-esimi                  | 16-esimi                  | Ottavi                    | Quarti                    | Semifinali                | Finale                    | Pos.            |
| Atleta      | Evento      | Punteggio               | Seed                    | Avversario Seed Punteggio | Avversario Seed Punteggio | Avversario Seed Punteggio | Avversario Seed Punteggio | Avversario Seed Punteggio | Avversario Seed Punteggio | Pos.            |
| ----------- | ----------- | ----------------------- | ----------------------- | ------------------------- | ------------------------- | ------------------------- | ------------------------- | ------------------------- | ------------------------- | --------------- |
| Samo Medved | Individuale | 1266                    | 33º                     | non qualificato           | non qualificato           | non qualificato           | non qualificato           | non qualificato           | non qualificato           | non qualificato |

### Vela
Maschile
| Atleta           | Evento        | Regata | Regata | Regata | Regata | Regata | Regata | Regata | Regata | Regata | Regata | Punteggio Netto | Classifica |
| Atleta           | Evento        | 1      | 2      | 3      | 4      | 5      | 6      | 7      | 8      | 9      | 10     | Punteggio Netto | Classifica |
| ---------------- | ------------- | ------ | ------ | ------ | ------ | ------ | ------ | ------ | ------ | ------ | ------ | --------------- | ---------- |
| Stojan Vidaković | Lechner A-390 | 9      | 7      | 17     | 9      | 28     | 18     | 14     | 5      | 8      | 11     | 151,0           | 9º         |

Femminile
| Atleta                    | Evento | Regata | Regata | Regata | Regata | Regata | Regata | Regata | Regata | Regata | Regata | Punteggio Netto | Classifica |
| Atleta                    | Evento | 1      | 2      | 3      | 4      | 5      | 6      | 7      | 8      | 9      | 10     | Punteggio Netto | Classifica |
| ------------------------- | ------ | ------ | ------ | ------ | ------ | ------ | ------ | ------ | ------ | ------ | ------ | --------------- | ---------- |
| Mitja Kosmina Goran Sosic | 470    | 14     | 20     | 21     | 17     | 3      | 20     | 1      | N.D.   | N.D.   | N.D.   | 100,7           | 12ª        |